# 第46屆七大工業國組織會議
第46屆七大工業國組織會議（英語：46th G7 Summit）原定於2020年在美國舉行。由於受到2019冠狀病毒病疫情的影響，會議舉辦時間被不斷推遲，最終沒有舉辦。

## 原定與會領導人

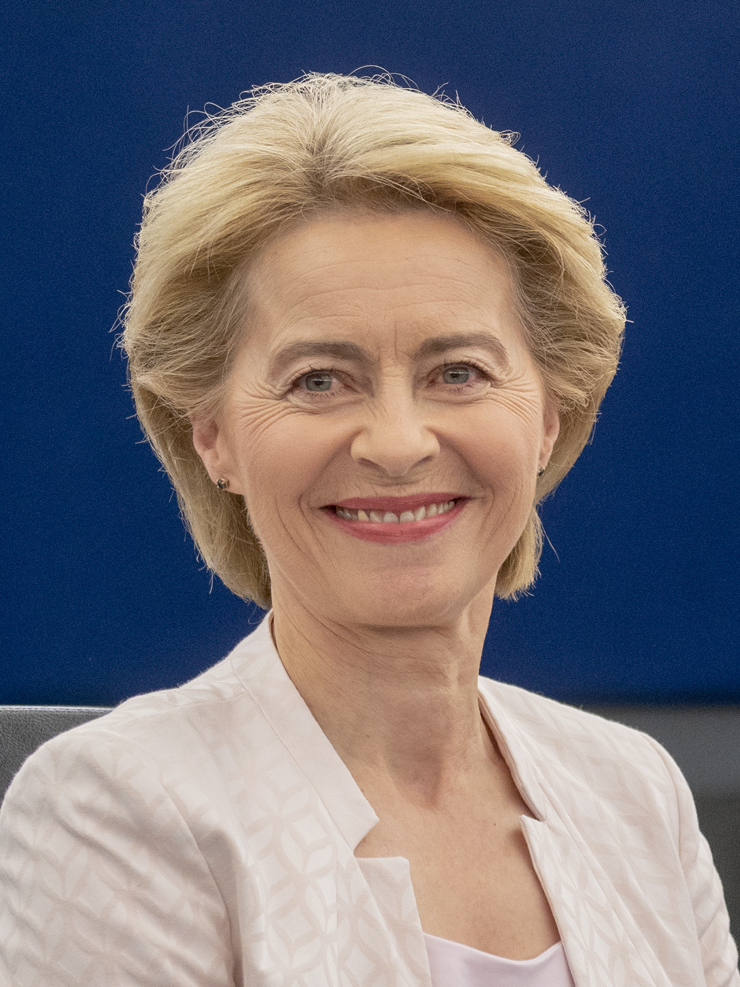
欧洲联盟 委员会主席乌尔苏拉·冯德莱恩
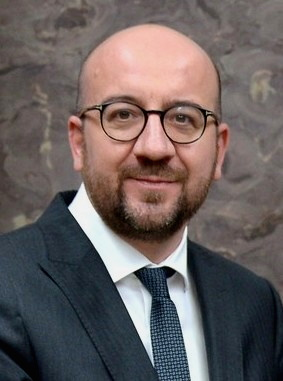
欧洲联盟 理事会主席夏尔·米歇尔

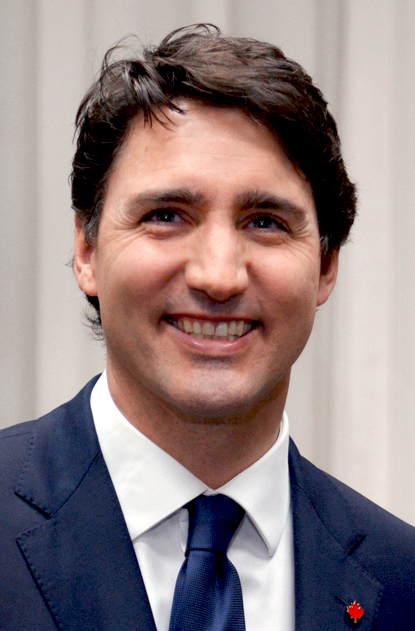
加拿大 总理賈斯汀·杜魯多
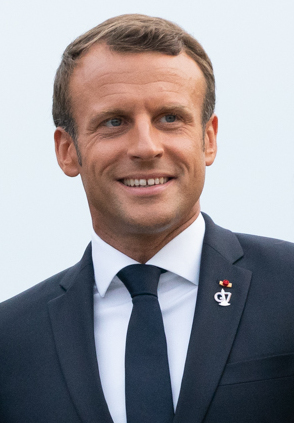
法國 总统埃马纽埃尔·马克龙
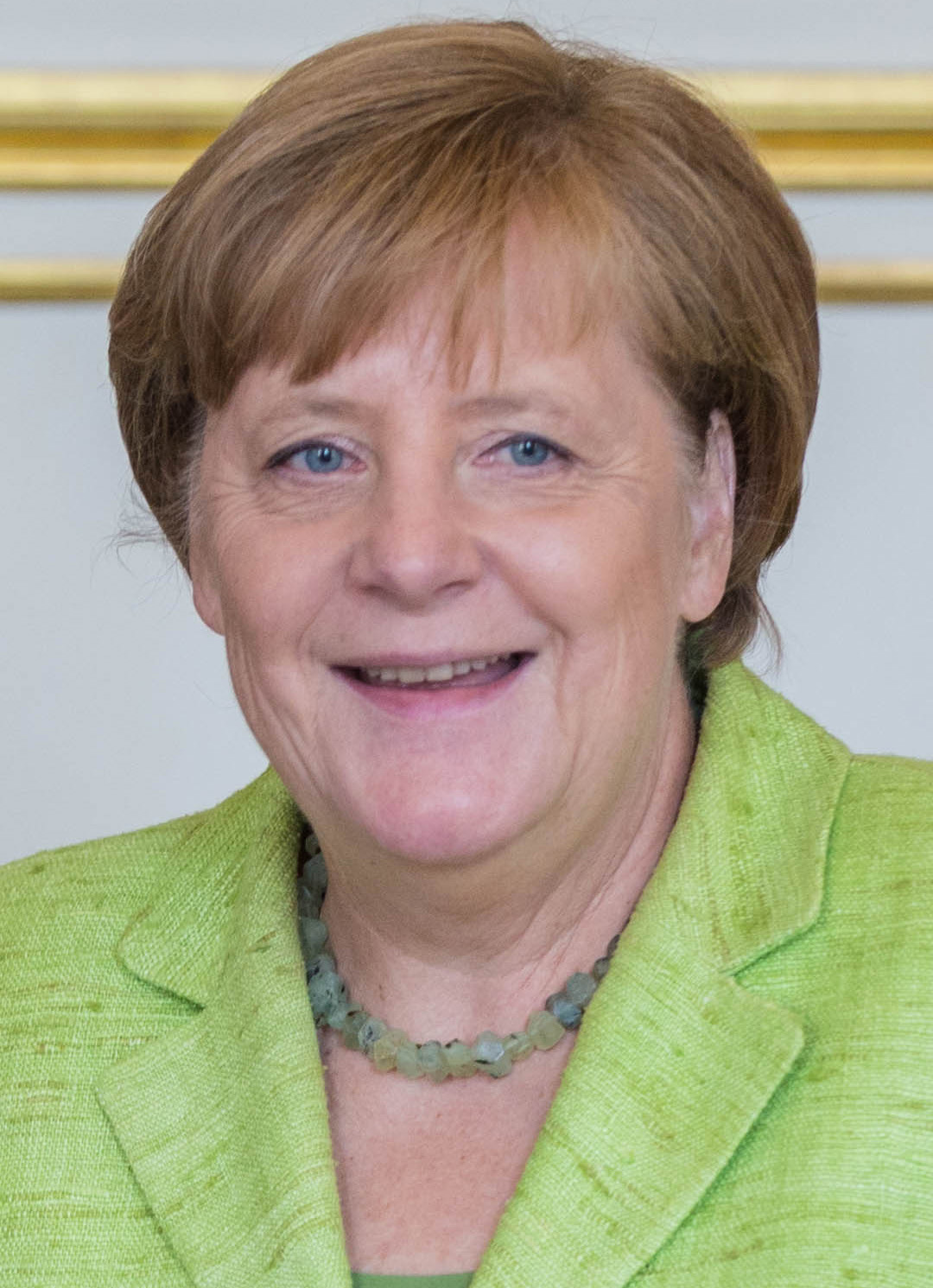
德国 總理安格拉·梅克爾
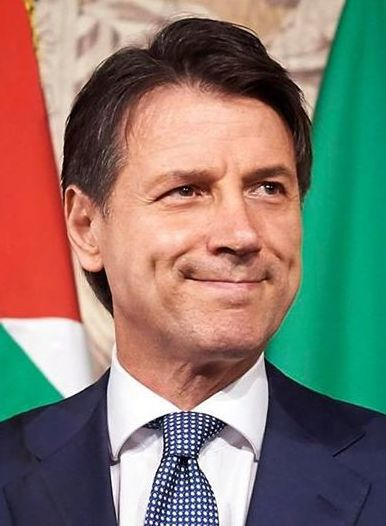
義大利 总理朱塞佩·孔特
日本 內閣總理大臣安倍晋三
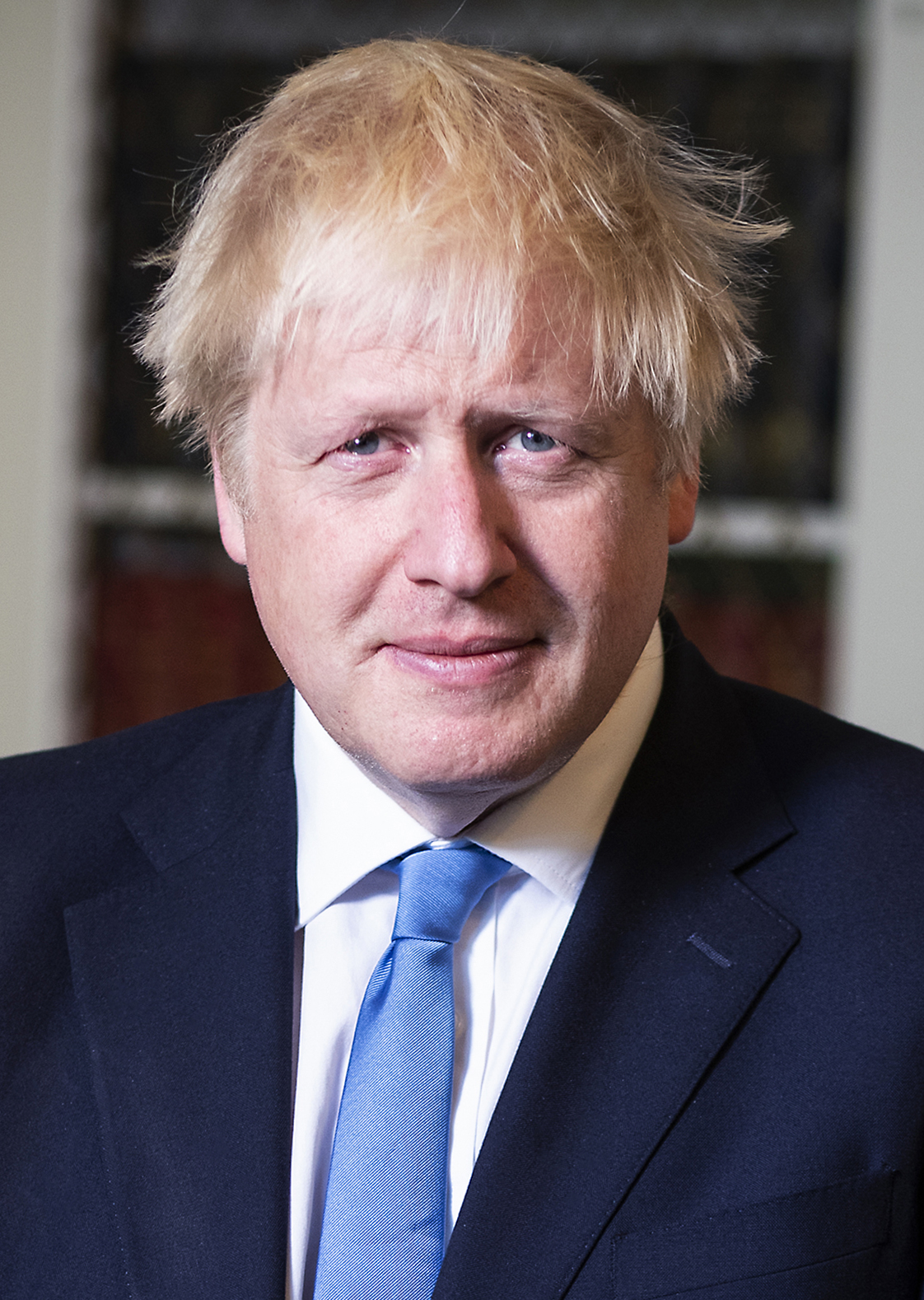
英国 首相鲍里斯·约翰逊
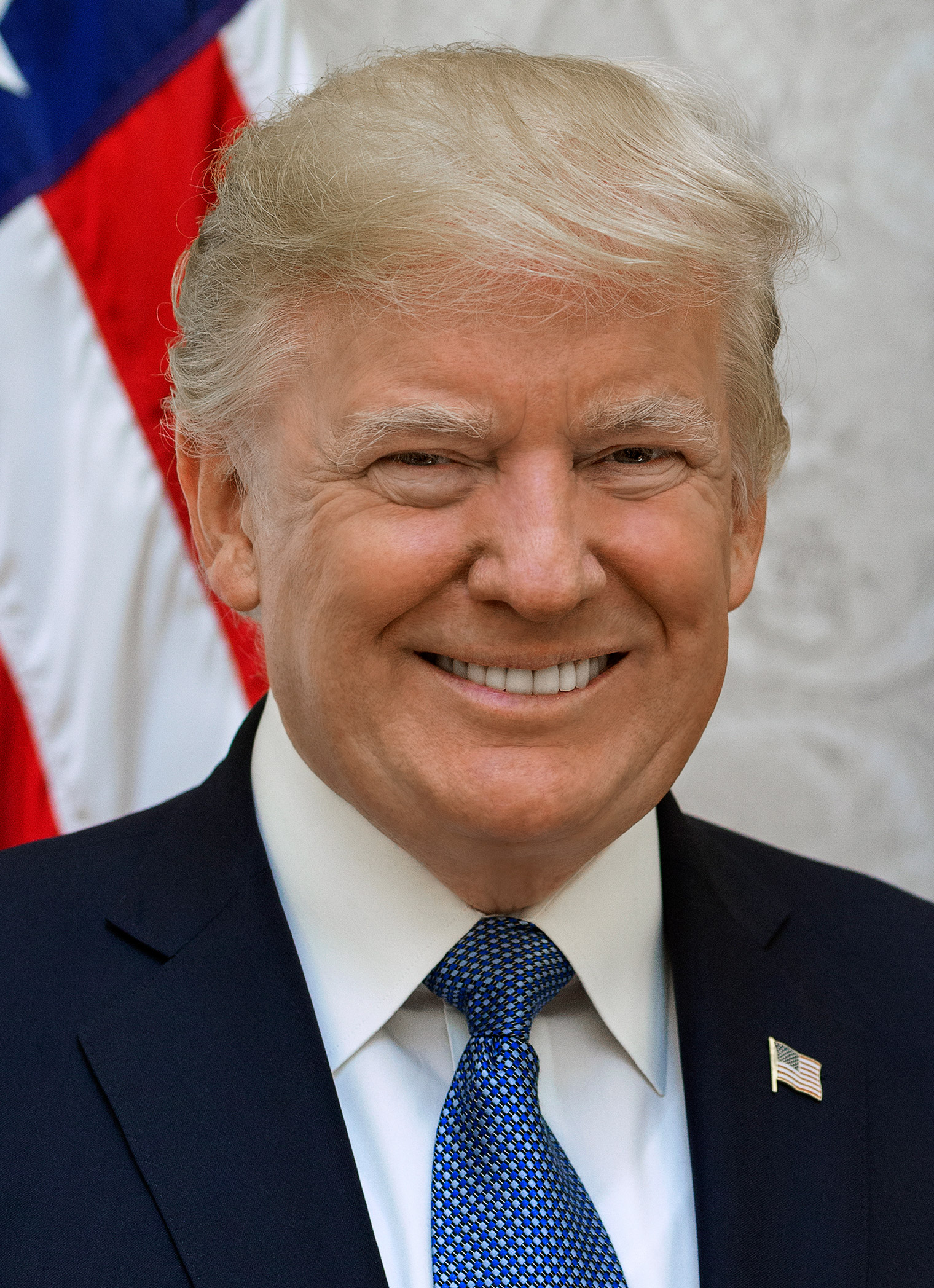
美国 美国总统唐納·川普

- 欧洲联盟
委员会主席乌尔苏拉·冯德莱恩
- 欧洲联盟
理事会主席夏尔·米歇尔